# Magnum Semiconductor
Magnum Semiconductor — американская компания, разрабатывающая технологии сжатия видеоданных. 
Штаб-квартира находится в городе Милпитас (Калифорния, США). Инженерное подразделение компании находятся в Уотерлу (Онтарио, Канада).

## История
Magnum Semiconductor отделилась от подразделения видеотехнологий компании Cirrus Logic, которая в 2003 году была одним из пионеров видеозаписи с применением MPEG-сжатия, что позволяло массово производить недорогие записывающие DVD-устройства. 
На первом этапе среди инвесторов компании были August Capital и Investcorp Technology Partners (англ.). 
В мае 2007 года было объявлено о привлечении инвестиций в объёме $27 млн от фондов Investor Growth Capital, WK Technology Fund, KTB Ventures и Gold Hill Capital.
В 2007 году Magnum добавила в своё портфолио технологии сжатия видео Domino и Zevio, за счет покупки у LSI Corporation подразделения потребительских продуктов, которое ранее было образовано из купленной LSI компании C-Cube Microsystems, впервые предложившей MPEG1 и MPEG2-сжатие данных в реальном времени. После этого компания стала предлагать продукты как для потребительского, так и для профессионального рынка.
С 2008 года исполнительным директором компании является Гопал Соланки, бывший вице-президент nVidia.
В октябре 2012 года было объявлено о привлечении инвестиций в объёме 12 млн долл. от NXT Capital Venture Finance.

## Продукция
Magnum предлагает полный набор из микросхем, программного обеспечения, референсных платформ и инженерной поддержки для цифровой видеозаписи, воспроизведения и управления аудио/видеоконтентом. Платформы компании также позволяют делиться контентом через оптические диски, флеш-накопители или по сети.
Продукцию Magnum, предназначенную для потребительского рынка, можно найти в устройствах видеозаписи[каких?], выпускаемых ведущими производителями[какими?] потребительской электроники, и продаваемыми в большом количестве розничных сетей, среди которых BestBuy, Circuit City, Target, Carrefour, Dixons, Aldi и многие другие.